# Entre a Luz e a Sombra
Entre a Luz e a Sombra é um documentário brasileiro lançado em 2009 que investiga a violência e a natureza humana a partir da história de uma atriz que dedica sua vida para humanizar o sistema carcerário, da dupla de rap 509-E formada por Dexter e Afro-X dentro do Carandiru e de um juiz que acredita em um meio de ressocialização mais digno para os encarcerados.
Lançado nos cinemas no dia 27 de novembro de 2009, em 14 de novembro já recebeu o primeiro prêmio: venceu a 4ª Mostra Cinema e Direitos Humanos na América do Sul. Dexter manifestou-se contrário a diversas cenas do filme.

## Roteiro
Sophia é uma atriz de classe média alta que abandonou uma promissora carreira para lutar pelo sonho de humanizar o sistema carcerário. Aos 18 anos começou a ensinar teatro a presos do Carandiru e permaneceu como voluntária por mais de 20 anos no sistema carcerário. O projeto que começou como “Teatro nos Presídios” cresceu e transformou-se em “Talentos Aprisionados” voltado para a descoberta de novos talentos no presídio em diferentes atividades artísticas como: literatura, artes plásticas, música etc.
Marcos e Christian cresceram no mesmo bairro da periferia pobre de São Bernardo do Campo na grande São Paulo. Entraram na vida do crime, passaram por diferentes prisões e foram se reencontrar no maior presídio da América Latina, o Carandiru Marcos, 27 anos, condenado a 17 anos de prisão por um homicídio e sete assaltos a mão armada. Christian, 27 anos, condenado a 14 anos de prisão por dois assaltos à mão armada e um estelionato. Dividindo a mesma cela, os dois formaram o grupo de rap 509-E, número da cela deles. Marcos transformou-se em Dexter e Christian em Afro-X. Suas músicas falam sobre o mundo do crime, o desejo de abandoná-lo, a busca pela paz e pela valorização do jovem negro e pobre brasileiro.

## Ficha técnica
- Produção Executiva: Luciana Burlamaqui
- Câmera, Áudio, Roteiro, Direção: Luciana Burlamaqui
- Produtores Associados: Daniel A. Rubio, Matias Lancetti, Renata Carneiro
- Edição: Matias Lancetti, Luciana Burlamaqui, Daniel A. Rubio
- Edição de Som: Vox Mundi/Juvenal Dias
- Finalização de Imagem: Módulos
- Arte: Bijari
- Site e Arte (material promocional): Adriana Aranha
- Trilha: Marcus Viana
- Produção: Zora Mídia
- Distribuição: VideoFilmes
- Trilha do Trailer: Marcus Viana, DJ Toni